# Crisis del cuarto de vida
Se llama crisis del cuarto de vida a un período de la vida que se suele dar entre  los 20 a 25 años de edad. El concepto proviene de una analogía con la crisis de la mediana edad. En la actualidad,el término está ampliamente aceptado por terapeutas y profesionales de la salud mental.
Abby Wilner acuñó la frase en 1997 y, junto con Alexandra Robbins, escribió el primer libro en el que se identifica el fenómeno y que fue publicado en 2001. Hoy en día existe una literatura más extensa sobre el tema. 

## Aspectos emocionales
Algunas características que pueden manifestarse durante esta etapa son las siguientes:
- Necesidad de establecer un vínculo emocional de tipo romántico de larga duración y estabilidad.
- Sentirse insuficiente por no poder encontrar un trabajo que coincida con la preparación académica o la capacidad intelectual propia.
- Frustración o desilusión hacia el mundo laboral o la búsqueda de trabajos adecuados.
- Confusión de identidad.
- Inseguridad acerca del futuro inmediato.
- Inseguridad respecto a los logros obtenidos hasta el momento en la vida.
- Revaluación de las relaciones interpersonales cercanas, especialmente aquellas de tipo amistoso.
- Pérdida de interés en el placer sexual superficial y vacío de carga emocional.
- Consumo de estupefacientes.
- Desilusión por el trabajo.
- Vejez o fallecimiento de miembros de la familia.
- Nostalgia por la vida propia de la adolescencia.
- Tendencia a la radicalización, al cambio o al abandono de ciertas opiniones sobre diversos temas.
- Sentimiento de decepción, desencanto o desengaño hacia las relaciones sociales.
- Despreocupación por los asuntos financieros.
- Sentimiento de aislamiento y soledad, especialmente de tipo emocional.
- Deseo de formar una familia y tener hijos.
- Percepción de que le va mejor a sus coetáneos que a uno mismo.

El esquema social, en especial en las culturas occidentales, plantea la expectativa de alcanzar ciertas aptitudes y logros al terminar los estudios y comenzar lo que se considera la edad adulta. Algunos individuos se encuentran en un punto donde sus profesiones parecen no avanzar. Estos sentimientos e inseguridades no son extraños a estas ni otras edades de la vida adulta. En el contexto de la “Crisis del Cuarto de Vida”, sin embargo, ocurren justo después de que una persona termine la escuela (usualmente los estudios superiores), lo que trae una gran inseguridad. Esto puede darse después del primer empleo serio, o exactamente después de graduarse de la universidad, pues las ofertas de trabajo bajan y la forma en que operan los medios de contratación generan sensaciones de distanciamiento social y desubjetivación del individuo.
Muchos de los que atraviesan esta crisis experimentan un cierto grado de apatía hacia la vida. Mientras que las interacciones emocionales pueden haber sido intensas en la adolescencia y juventud, se tornan más sutiles y privadas en la vida adulta. Algo que empeora el problema es que pocos acuden a profesionales o piden ayuda, por miedo a ser tachados de "perdedores", lo que genera gran sensación de frustración y ansiedad. [cita requerida]
Incluso, un factor que contribuye a esta crisis es la dificultad para adaptarse al ambiente laboral. En la universidad, las expectativas de los profesores eran de conocimiento público y los estudiantes recibían una devolución constante acerca de su desempeño en los cursos de la universidad. Se progresaba de forma semestral (o incluso cuatrimestral). En cambio, en el lugar de trabajo, a menudo no hay una comunicación directa sobre las fallas y aciertos hasta momentos críticos. Las políticas de las empresas requieren habilidades interpersonales que no se aprenden en la universidad y en general no ofrecen entrenamientos o capacitaciones adecuadas para los jóvenes adultos, quienes podrían, eventualmente, aprenden estas cualidades.[cita requerida]

## Aspectos financieros y profesionales
Una causa importante del estrés de esta crisis es de naturaleza financiera: muchas profesiones se han vuelto altamente competitivas en años recientes. La cantidad de puestos laborales que ofrecen seguridad financiera, como las cátedras universitarias o ser socio de una firma legal, han disminuido mucho. Esto, combinado con la reducción de personal, significa que mucha gente nunca experimentará seguridad ocupacional durante su vida, sobre todo en la adultez temprana. Además, muchos jóvenes profesionales tienen que cargar con los pagos de préstamos estudiantiles que adquirieron para poder completar sus estudios.
Parece ser que la época en que una carrera universitaria ofrecía una vida de seguridad laboral y económica, en la que un individuo podía lidiar tranquilamente con su propia vida privada, ya ha terminado. Profesiones como la medicina, administración de negocios o la educación, requieren que los profesionales de dichas áreas inviertan 60 e incluso 80 horas semanales en la oficina, a menudo en contra de su voluntad. Si bien esto se ha naturalizado por los adultos en generaciones pasadas, los adultos jóvenes son más reaccionarios a las cargas psicológicas de dicho estilo de vida.[cita requerida]

## Posibles soluciones
Expertos como David Blanchflower, profesor de Economía en la Universidad de Dartmouth, sugieren la necesidad de desarrollar programas piloto para mitigar este fenómeno y brindar apoyo a las nuevas generaciones, dada la gravedad y el alcance global del problema.
Estos programas podrían incluir el fomento de redes de apoyo social, el acceso a servicios de orientación vocacional y el desarrollo de espacios que promuevan el equilibrio entre la vida personal y profesional. La implementación de estas medidas sería clave para abordar la crisis y mejorar el bienestar de los jóvenes en un contexto global cada vez más complejo.

## Citas
Es un período de colapso mental que ocurre alrededor de los 25 años, a menudo causado por la inhabilidad de funcionar fuera de la universidad y otros ambientes estructurados, acompañado con el descubrimiento de que uno está solo en el mundo. A menudo define el comienzo del uso de productos farmacéuticos.
Douglas Coupland (Alemania, 1961): 
 La generación X: cuentos de una cultura acelerada (novela de 1991)